# Somaly Mam
Somaly Mam (tiếng Khmer: ម៉ម សុម៉ាលី /mɑːm sɔmaliː/ cũng viết là ម៉ម សូម៉ាលី) (sinh năm 1970 hoặc 1971) là một nhà vận động chống nạn buôn người của Campuchia tập trung chủ yếu vào buôn bán tình dục. Từ năm 1996 đến năm 2014, Mam tham gia vào các chiến dịch chống buôn bán tình dục. Cô đã thành lập Quỹ Somaly Mam, gây quỹ, xuất hiện trên các chương trình truyền hình lớn và đã phát biểu tại nhiều sự kiện quốc tế.
Sau khi những cáo buộc gian dối đã xuất hiện trên The Cambodia Daily trong năm 2012 và 2013, Newsweek đã có bài đăng trang bìa vào tháng 5 năm 2014 cho rằng Mam đã bịa ra những câu chuyện lạm dụng về bản thân và những người khác. Sau khi tổ chức Somaly Mam Foundation tiến hành cuộc điều tra riêng của Goodwin Procter, một công ty luật tại Boston, bà từ chức và sau đó đã ngừng hoạt động vào tháng 10 năm 2014. Cô quay trở lại sống ở Campuchia, trước khi trở về Mỹ vào cuối năm đó để bắt đầu các hoạt động gây quỹ mới.

## Tiểu sử
Mam sinh ra trong một gia đình thiểu số bộ tộc ở tỉnh Mondulkiri, Campuchia. Trong hồi ký của mình, The Road of Lost Innocence, bà nói rằng bà sinh năm 1970 hoặc 1971.:2
Mam bị điều tra bởi một nhà báo đang làm việc tại Campuchia và cáo buộc của ông rằng những phần chính trong cuộc đời đầu của cô là sai đã được thực hiện bởi Newsweek vào tháng 5 năm 2014. Mam đã từ chức từ Somaly Mam Foundation ngay sau đó. Một cuộc điều tra của tạp chí Marie Claire đã đưa ra một kết luận khác, tìm kiếm các nhân chứng ủng hộ câu chuyện của Mam và mâu thuẫn với cáo buộc của Newsweek.
Trong cuốn sách của bà Mam nói bà đến học ở Campuchia, nhưng không tốt nghiệp. Theo bài báo Newsweek, Mam đã tốt nghiệp và tìm thấy hai sinh viên và một giáo viên để hỗ trợ các tuyên bố của họ, nhưng Marie Claire trích dẫn giám đốc trường học nhớ cô chỉ tham dự ba năm học.
Mam nói rằng cô đã bị một “ông nội” lạm dụng tình dục cho đến khi cô được khoảng 14 tuổi và rằng cô đã bị bán cho một nhà chứa và bắt buộc phải làm mại dâm và cô cũng buộc phải kết hôn với một người lạ mặt. Cô đã tuyên bố rằng cô đã bị buộc phải làm gái mại dâm trên đường phố và làm tình với 5 hoặc 6 khách hàng mỗi ngày.:42–45
Mam rời Campuchia cho Paris, Pháp, vào năm 1993, nơi cô kết hôn với một công dân Pháp, Pierre Legros. Họ ly hôn năm 2008. 

## Giải thưởng
Somaly Mam từng nhận giải Hoàng tử Asturias năm 1998, được CNN bầu chọn là Người anh hùng của năm 2006, được tạp chí Glamour bình chọn là Người phụ nữ của năm năm 2006. Bộ Ngoại giao Hoa Kỳ trao cho cô giải thưởng Người hùng chống nạn buôn người, báo Guardian, tạp chí Time, báo Daily Beast tôn vinh cùng rất nhiều giải thưởng khác. 